# Джозеф Ашіті Геммонд
Рядовий Джозеф Ашіті Геммонд (англ. Joseph Ashitey Hammond нар. бл. 1925) — ветеран Другої світової війни з Гани, учасник Бірманської кампанії, відомий своїми досягненнями у зборі коштів під час пандемії COVID-19. Геммонд привернув увагу засобів масової інформації в травні 2020 року, пройшовши 14 миль (23 км) за тиждень, щоб зібрати гроші для благодійних організацій проти коронавірусу. Він брав приклад з покійного сера Томаса Мура, відомого як «капітан Том», колишнього офіцера британської армії, який зробив подібні кроки у зборі коштів для підтримки вразливих верств населення до свого 100-річчя у квітні 2020 року.

## Військова служба
Геммонд розпочав військову службу 31 липня 1943 року в полку Голд-Кост, який тоді був частиною Королівських прикордонних сил Західної Африки. Він пройшов навчання на механіка, та працював у Такораді до листопада, коли його відправили до Кхулни з 3-м батальйоном полку Голд-Кост для подальшого навчання. Батальйон був приєднаний до 82-ї західноафриканської дивізії, та служив у західній Бірмі (нині М'янма), під час якої Геммонд та його батальйон брали участь у важких боях. Під час взяття союзниками Кіндаунгії у Геммонда розвинулася очна інфекція, і його відправили на лікування до Індії, де він залишався до кінця війни. Він повернувся додому в грудні 1945 року, і був демобілізований у січні 1946 року. Відомо, що він був єдиним живим з тих, хто служили в полку Голд-Кост.

## Ініціатива збору коштів на COVID-19
У травні 2020 року, під час пандемії COVID-19, Геммонд вирішив проводити щоденну прогулянку, щоб зібрати 600 тисяч доларів на підтримку тих, хто безпосередньо бореться з поширенням хвороби, і незахищених ветеранів по всій Африці, проходячи 2 милі на день протягом тижня. В останній день його прогулянки, 25 травня, у День Африки, до нього приєднався Єн Вокер, верховний комісар Великої Британії в Гані.
У червні його привітав принц Гаррі, герцог Сассекський, і пізніше того ж місяця йому було повідомлено, що він мав отримати нагороду Співдружності «Точки світла» від Єлизавети II як глави Співдружності націй. Раніше Геммонд зустрічався з принцом Гаррі в листопаді 2019 року на меморіальному заході «Поле пам'яті» у Вестмінстерському абатстві. У липні, зібравши 40 тисяч фунтів стерлінгів, його відвідали вдома в Осу заступник верховного комісара Великої Британії Томас Гартлі та аташе з питань оборони Великої Британії в Гані підполковник Алістером Маккечні, які вручили йому нагороду «Points of Lights» і рукописний лист від принца Уельського Чарльза.

## Досягнення та нагороди

### Пандемічна хода— 2020
Геммонд у 2020 році запланував прогулянку в 14 миль за тиждень, щоб зібрати кошти на підтримку незахищених верств населення 25 травня. Він сподівається здійснити ще одну прогулянку, щоб досягти своєї загальної мети — 30 миль.

#### Премія GUBA за особливі досягнення— 2018
Джозефа Ашіті Геммонда було нагороджено за його ветеранську службу на 2018 GUBA, групі нагород Великої Британії за заслуги в Гані, яка призначена для нагородження британців Гани та діаспорян за видатні заслуги на африканському континенті.